# William Delbert Gann
William Delbert Gann (6 juin 1878 - 18 juin 1955), souvent appelé simplement W.D. Gann, est un spéculateur boursier américain et une figure légendaire dans le monde de l'analyse technique. Considéré par certains comme un génie, par d'autres comme un mystique, il a développé des méthodes d'analyse extrêmement complexes et originales, qui ont marqué l'histoire de la finance.
Il utilisait la géométrie et l'astrologie (il était convaincu que les mouvements des marchés financiers étaient régis par des lois universelles). Il a développé des outils graphiques très précis comme le carré de Gann et les angles de Gann (en) pour identifier les zones de support et de résistance (en), ainsi que les potentiels points de retournement de tendance des cours. Il a également étudié les cycles de marché, en cherchant à identifier des répétitions historiques pour prédire les futurs mouvements de prix, et croyait que le temps était un facteur déterminant dans l'évolution des marchés et qu'il existait des cycles temporels précis qui se répétaient.
Ses méthodes sont souvent considérées comme très complexes et difficiles à maîtriser, et leur caractère ésotérique a parfois suscité la méfiance. Si certains traders affirment avoir obtenu d'excellents résultats en les utilisant, d'autres les jugent peu fiables ou trop subjectives. Gann lui-même n'a pas toujours explicité clairement les fondements mathématiques de ses méthodes, ce qui a alimenté les débats sur leur validité.

## Biographie
Il existe peu d'informations précises sur lui. Il était très discret concernant sa vie privée et on sait peu de choses sur ses relations personnelles ou sur les événements marquants de son existence. Dans tous les cas, ses origines modestes contrastent avec la complexité de ses théories financières.
Né en 1878 dans le Texas d'un père fermier de coton, il est l'aîné de 11 enfants. Il n'a jamais obtenu son diplôme d'école primaire ni fréquenté le lycée, ayant l'obligation de travailler dans la ferme de sa famille. Il semble avoir été un autodidacte, étudiant la Bible, l'astronomie, la géométrie et l'histoire ancienne par lui-même. Il aurait commencé sa carrière comme courtier en coton en 1902, à l'âge de 24 ans, à Texarkana, tout en suivant des cours du soir à l'école de commerce. Il épouse Rena May Smith et a deux filles. Il déménage à New York en 1903 à l'âge de 25 ans et ouvre sa propre société de courtage nommée W.D. Gann & Co.
En 1919, à l'âge de 41 ans, il commence à publier une lettre quotidienne sur le marché appelée la Supply and Demand Letter qui traite à la fois des actions et des matières premières et fait des prévisions annuelles. En 1924, il publie son premier livre, Truth of the Stock Tape. Ses prévisions du marché au cours des années 1920 auraient été exactes à 85 %. Ses méthodes lui auraient permis de réaliser des profits considérables sur les marchés financiers. Il les aurait enseigné à des élèves qui ont formé un cercle restreint de disciples et dont les identités sont souvent méconnues.
En 1932, il achète un avion pour survoler les zones de culture et faire des observations qui lui serviront à établir ses prévisions. Il s'installe ensuite à Miami en Floride, où il poursuit ses écrits et ses études jusqu'à sa mort, d'un cancer de l'estomac, en 1955, à l'âge de 77 ans. On dit qu'il aurait réalisé plus de 50 millions $ de bénéfices sur les marchés. Il est enterré avec sa seconde femme au cimetière de Green-Wood à Brooklyn, à un endroit qui donne sur Wall Street.

## Les fondamentaux de sa méthode
La théorie de Gann stipule que le prix d'un actif change selon un angle. Les variations de prix sont liées à différentes figures géométriques, aidant ainsi à prédire les mouvements futurs. On peut tracer des angles sur un graphique des prix pour déterminer les niveaux de support et de résistance avec cette théorie
Les méthodes de Gann reposent sur plusieurs principes fondamentaux :
- La géométrie sacrée : il pense que les marchés financiers sont régis par des lois géométriques universelles et a développé des outils graphiques complexes comme le carré de Gann, le cercle de 360 et les angles de Gann (en).
- Les cycles de marché : il est convaincu que les marchés évoluent selon des cycles récurrents, influencés par des facteurs astronomiques et historiques.
- L'importance du temps : Il accorde une importance capitale au facteur temps dans l'analyse des marchés. Selon lui, le temps et le prix sont intimement liés[3].

## The Tunnel Thru the Air
Son ouvrage le plus célèbre est The Tunnel Thru the Air; Or, Looking Back from 1940 (en), paru en 1927, considéré comme une sorte de roman de science-fiction dans lequel il exprime ses visions de l'avenir, en utilisant des métaphores pour expliquer ses concepts financiers, y évoquant notamment l'idée d'un cycle de 40 ans qui régirait les marchés.
Il établit un lien entre les cycles cosmiques, les mouvements planétaires et les fluctuations des marchés. Il propose des méthodes pour identifier les moments clés en fonction des alignements planétaires. Il met en évidence l'existence de cycles historiques récurrents qui se répètent à travers les âges. Ces cycles, selon lui, influencent les événements mondiaux et, par conséquent, les marchés financiers. Il utilise des concepts de géométrie sacrée, tels que le nombre d'or et les proportions divines, pour construire ses outils d'analyse.
Ce livre n'est pas un simple manuel d'analyse technique mais offre un aperçu de la pensée de Gann, de ses influences et de sa vision du monde. Il permet de mieux comprendre les fondements de ses méthodes et de saisir la dimension philosophique de son approche. Il laisse transparaître une dimension spirituelle, où Gann suggère que l'intuition et la compréhension profonde des cycles cosmiques peuvent donner un avantage significatif aux traders.
Il est assez difficile d'accès car écrit dans un style très personnel et utilisant un vocabulaire spécifique et une écriture souvent allusive et empreinte de symbolisme. De plus, certaines de ses idées peuvent sembler farfelues ou déconnectées de la réalité. Néanmoins, il constitue une source précieuse pour quiconque souhaite approfondir ses connaissances sur l'histoire de l'analyse technique.

## Postérité
Malgré les controverses, l'héritage de Gann est indéniable. Ses idées ont inspiré de nombreux traders et analystes, et certaines de ses méthodes sont encore utilisées aujourd'hui. L'intérêt pour son œuvre a connu un regain ces dernières années, notamment grâce à la numérisation et à la démocratisation de l'accès à l'information. Les traders qui utilisent ses méthodes peuvent cependant préférer ne pas les mettre en avant pour éviter d'être étiquetés comme marginaux.

## Ouvrages
- Speculation A Profitable Profession (1910)
- Truth of The Stock Tape (1923)
- The Tunnel Thru the Air; Or, Looking Back from 1940 (en) (1927)
- Wall Street Stock Selector (1930)
- New Stock Trend Detector (1936)
- Face Facts America (1940)
- The Ticker and Time  (vers 1940)
- How to Make Profits in Commodities (1941)
- How to Make Profits Trading In Put And Call (1941)
- 45 Years in Wall Street (1949)
- The Magic Word (1950)
- WD Gann Economic Forecaster (1954)